# Raoul Wallenberg
Raoul Gustav Wallenberg (Lidingö, 4 agosto 1912 – scomparso a Budapest il 17 gennaio 1945) è stato un diplomatico e filantropo svedese, attivo durante la seconda guerra mondiale. Il suo nome è inserito fra quelli dei Giusti tra le nazioni.

## Biografia

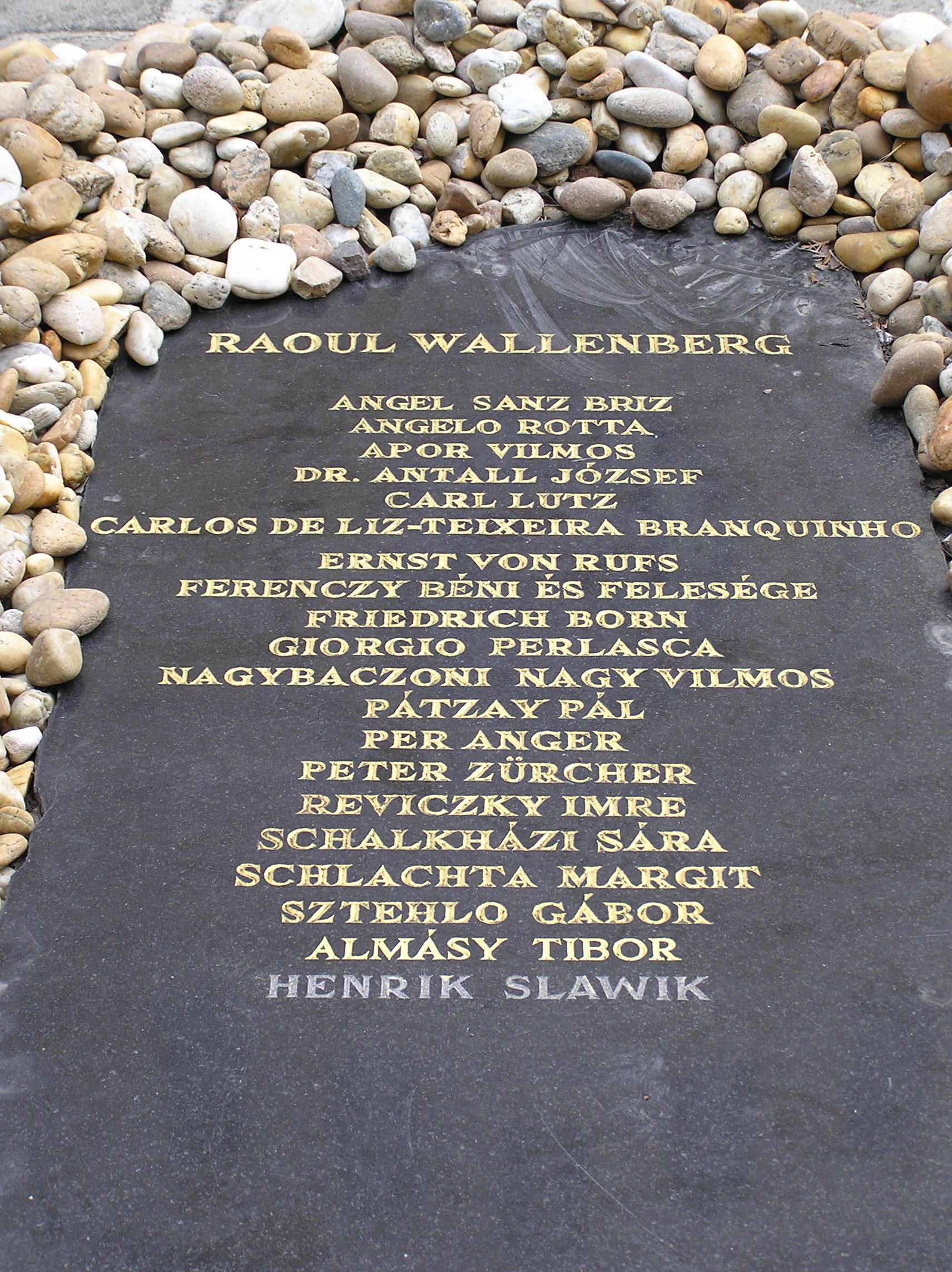
Il memoriale dei giusti nel cortile del Parco commemorativo dell'Olocausto di Budapest dove appare, primo nella lista, il nome di Raoul Wallenberg.

Raoul Wallenberg, fratellastro per parte di madre di Guy von Dardel, era un esponente della dinastia imprenditoriale svedese dei Wallenberg. Fu inviato a Budapest in Ungheria in missione diplomatica e incominciò ben presto a prendersi carico, per conto del War Refugee Board statunitense, della difficile condizione degli ebrei nell'Ungheria occupata dalle forze naziste.
A molti ebrei consegnò certificati riportanti lo stemma svedese: le persone in possesso di questi cosiddetti "passaporti Wallenberg" erano al sicuro dai nazisti e non venivano deportate ad Auschwitz.
Wallenberg istituì anche cucine da campo, ospedali, orfanotrofi e scuole per gli ebrei ungheresi superstiti e istituì una "zona sicura" comprendente 31 case e ostelli speciali che ospitavano circa 33.000 persone.
Negli ultimi giorni di guerra sventò il piano nazista di far esplodere due ghetti, salvando così circa 100.000 persone.

### La scomparsa
Raoul Wallenberg fu imprigionato dalle truppe sovietiche nel 1945 e di lui non si seppe più nulla. In seguito l'Unione Sovietica dichiarò che morì nel palazzo della Lubjanka nel 1947.
Secondo il cacciatore di nazisti Simon Wiesenthal vi erano prove certe della sua esistenza in vita dopo tale data come detenuto in un ospedale psichiatrico in URSS a seguito di un suo sciopero della fame (come citato in un capitolo a lui dedicato del suo libro Giustizia, non vendetta).

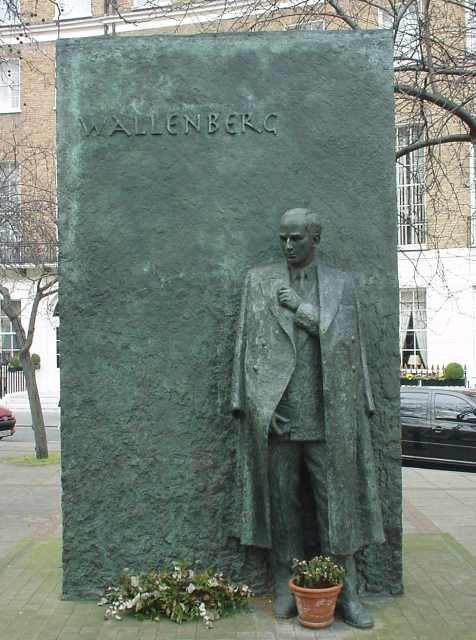
La statua di Raoul Wallenberg al Great Cumberland Place di Londra

Il 17 ottobre 1989 l'URSS riconobbe l'arresto di Wallenberg come un «tragico errore», restituendo tutti gli effetti personali del diplomatico svedese alla sorella invitata appositamente a Mosca. L'URSS aveva nelle settimane precedenti invitato attraverso la TV i cittadini sovietici a fornire informazioni utili per risolvere l'enigma Wallenberg. In ogni caso, sulla base del referto dell'epoca, stilato da un medico morto nel 1953, fu confermata la morte per attacco cardiaco nel luglio 1947 e dichiarato che il corpo di Raoul Wallenberg era stato cremato e sotterrato in una fossa comune presso il monastero Donskoj di Mosca. La sorella continuò a sperare che Wallenberg fosse ancora vivo all'insaputa delle autorità sovietiche.
Nel 2001 si chiuse l'inchiesta di una commissione russo-svedese. Da parte svedese restò il dubbio che Wallenberg fosse sopravvissuto come prigioniero per molti anni dopo il 1947, mentre da parte russa si ritenne che, probabilmente, lo svedese fosse stato fucilato per essersi rifiutato di collaborare col KGB e perché la Svezia non era stata interessata ad uno scambio di prigionieri. La Svezia chiese comunque scusa ai familiari di Wallenberg per non aver mai preso in considerazione le richieste effettivamente ricevute da Mosca per lo scambio di prigionieri.
Il dissidente ucraino Josyp Terelja, internato per quasi vent'anni nelle prigioni sovietiche, dichiarò di aver incontrato Wallenberg il 25 aprile 1970 nella prigione di Vladimir. Questo presunto incontro fu presentato alla famiglia di Wallenberg e all'Ambasciata Statunitense come prova che fosse ancora vivo negli anni 70.